# Otmar Werner
Otmar Werner (* 9. September 1932 in Bamberg; † 15. Juli 1997 im Tessin) war ein deutscher Germanist und Skandinavist.

## Leben
Nach dem Abitur studierte Werner von 1952 bis 1957 an der Universität Erlangen die Fächer Deutsch, Englisch, Geschichte und Philosophie und legte 1957 das Erste Staatsexamen ab. 1959 promovierte er an der Universität Erlangen bei Ernst Schwarz mit einer dialektologischen Arbeit. Von 1958 bis 1960 verwaltete er die Stelle eines wissenschaftlichen Assistenten und wurde 1960 zum wissenschaftlichen Assistenten, 1967 zum Oberassistenten am Deutschen Seminar ernannt. 1968 wurde er zum ordentlichen Professor für Linguistik des Deutschen am Deutschen Seminar der Universität Tübingen ernannt. Das Habilitationsverfahren mit der Schrift Studien zur Lautgeographie und Lautgeschichte des Färöischen und Isländischen an der Universität Erlangen wurde wegen der Berufung nach Tübingen abgebrochen. 1975 wechselte Werner an die Universität Freiburg i. Br. und wurde als Nachfolger von Siegfried Gutenbrunner geschäftsführender Direktor der Abteilung für Skandinavistik im Deutschen Seminar (ab 1984 „Institut für Vergleichende Germanische Philologie und Skandinavistik“).

Otmar Werner verunglückte im Juli 1997 auf einer Bergwanderung.

Werners Hauptarbeitsgebiete waren Sprachtheorie (spez. Sprachökonomie), Dialektologie, historische Linguistik, kontrastive Linguistik (nordische Sprachen – Deutsch), Phonologie, Morphologie, Schriftwandel, Übersetzungstheorie, mittelalterliche deutsche Literaturwissenschaft – Sprachen: Deutsch, nordgermanische Sprachen, spez. Färöisch.

## Monographien
- Die Mundarten des Frankenwaldes. Eine lautgeographische Untersuchung. Kallmünz 1961, OCLC 1137428109.
- Friesen, Landkreis Kronach/Oberfranken. Göttingen 1964, OCLC 174374400.
- Strukturelle Beschreibung des Deutschen. Eine Einführung. Manuskript der Vorlesung vom Wintersemester 1968/69 am Deutschen Seminar der Universität Tübingen. Zur Vervielfältigung eingerichtet von Otmar Werner und Wilfried Kürschner. Stuttgart 1969, Vervielf.
- Einführung in die strukturelle Beschreibung des Deutschen. Tübingen 1970, ISBN 3-484-50046-8.
- Phonemik des Deutschen. Stuttgart 1972, ISBN 3-476-10108-8.

## Aufsätze
- Vom Formalismus zum Strukturalismus in der historischen Morphologie. Ein Versuch, dargestellt an der Geschichte deutscher Indikativ-Konjunktiv-Bildungen, in: ZDPh 84 (1965), 100–127;
- Die Erforschung der färingischen Sprache. Ein Bericht über Stand und Aufgaben, in: Orbis 13 (1964), 481–544, 14 (1965), 75–87;
- Die Erforschung des Inselnordischen, in: ZMaF, Beihefte NF 6 (1968), 459–519;
- Das deutsche Pluralsystem. Strukturelle Diachronie, in: Sprache, Gegenwart und Geschichte, ed. Hugo Moser (Düsseldorf: Schwann, 1969), 92–128;
- Zum Problem der Wortarten, in: Sprachsystem und Sprachgebrauch (Festschrift Hugo Moser. Teil 2), ed. Ulrich Engel et al. (Düsseldorf: Schwann, 1975), 432–471;
- Zum Genus im Deutschen, in: DSp 3 (1975), 35–58;
- Suppletivwesen durch Lautwandel, in: Akten der 2. Salzburger Frühlingstagung für Linguistik, ed. Gaberell Drachman (Tübingen: Narr, 1977), 269–283;
- Der bestimmte Artikel als ALL-Quantor, in: Sprache in Gegenwart und Geschichte (Festschrift Heinrich Matthias Heinrichs), ed. Dietrich Hartmann et al. (Köln: Böhlau, 1978), 215–235;
- Nochmals schwedisch dom, in: Arkiv 96 (1981), 137–168;
- Neuere schwedische Modalverben und ihre deutschen Entsprechungen, in: Festschrift für Oskar Bandle, ed. Hans-Peter Naumann (Basel: Helbing & Lichtenhahn, 1986), 89–106;
- Eigennamen im Dialog, in: Dialoganalyse, ed. Franz Hundsnurscher et al. (Tübingen: Niemeyer, 1986), 297–315;
- The Aim of Morphological Change Is a Good Mixture – Not a Uniform Language Type, in: Papers from the 7th International Conference on Historical Linguistics, ed. Anna Giacalone Ramat et al. (Amsterdam: Benjamins, 1987), 591–606;
- Natürlichkeit und Nutzen morphologischer Irregularität, in: Beiträge zum 3. Essener Kolloquium über Sprachwandel und seine bestimmenden Faktoren, ed. Norbert Boretzky et al. (Bochum: Brockmeyer, 1987), 289–316;
- Sprachökonomie und Natürlichkeit im Bereich der Morphologie, in: ZPhon 42 (1989), 34–47;
- 38 weitere Veröffentlichungen, u. a. zur ostfränkischen Dialektologie, zur deutschen, nordischen, besonders zur färöischen (und isländischen) Phonologie und Morphologie (jeweils auch diachron), zur kontrastiven Phonologie (Deutsch – Dänisch, Deutsch – Ägyptisch-Arabisch), zur Referenzsemantik (Eigennamen), zur Transformations-/Dependenzgrammatik, zur Übersetzungstheorie, zur mittelhochdeutschen Literatur, zur färöischen Altertumskunde.

## Sammelbände
- (Mit Bernd Naumann) Formen mittelalterlicher Literatur. Siegfried Beyschlag zum 65. Geburtstag von Kollegen, Freunden und Schülern (Göppingen: Kümmerle, 1970);
- (mit Gerd Fritz) Deutsch als Fremdsprache und neuere Linguistik. Referate eines Fortbildungskurses in Mannheim 1973 (München: Hueber, 1975);
- Arbeiten zur Skandinavistik. Arbeitstagung der Skandinavisten des Deutschen Sprachgebiets, Freiburg 1987 (Frankfurt/M.: Lang, 1989);
- Probleme der Graphie (Tübingen: Narr, 1994).

## Reihen
- (Mit Franz Hundsnurscher) Germanistische Arbeitshefte (ab 1970);
- (mit Hugo Steger, Herbert L. Kufner) Sprachstrukturen (ab 1972);
- (mit Herbert Ernst Brekle, Hans Jürgen Heringer, Christian Rohrer, Heinz Vater) Linguistische Arbeiten (1973–1989).

## Übersetzungen
- Louis Hjelmslev: Die Sprache (Darmstadt: Wiss. Buchges., 1968);
- Bárður Jákupsson: Historisches Museum der Färöer. Führer durch das Museum (Tørshavn: Føroya Fornminnissavn, 1987).

## Promotionen und Habilitationen
Thomas Birkmann, Kurt Braunmüller, Werner Heinrichs, Ute Hempen, Wolfgang Herrlitz, Wilfried Kürschner, Sigmund Kvam, Christer Lindqvist, Damaris Nübling, Ingelore Oomen-Welke, Elke Ronneberger-Sibold, Edda Weigand